# Marketing społeczny
Marketing społeczny – wykorzystanie zasad i technik marketingowych do spraw i problemów o charakterze społecznym. Celem kampanii społecznych jest przekonanie docelowych odbiorców by przejęli, zmienili lub odrzucili określone poglądy, postawy czy zachowania.

## Społecznymarketing-mix
W marketingu społecznym można wykorzystywać tradycyjną koncepcję instrumentów marketingowych 4P, na którą składa się:
- Produkt (produkt) – przedmiot działań, czyli zachowania/postawy lub zmiany w zachowaniu/postawach rynku docelowego, do których ma prowadzić program społeczny/kampania społeczna;
- Cena (price) – koszty i inne bariery, które rynek docelowy łączy z proponowanym produktem i sposoby ich zminimalizowania;
- Promocja (promotion) – przekazy, źródła przekazu, techniki i narzędzia promocyjne, wykorzystywane do przekazania komunikatów programu społecznego;
- Dystrybucja (place) – miejsca, w których adresaci mogą podjąć decyzję o przyjęciu oczekiwanych zachowań. Miejsca, w których możemy prowadzić działania, zaoferować produkty dodatkowe i materiały.

Społeczny marketing-mix w szerszym ujęciu rozszerza się o kolejne elementy: publics (grupy opinii), partnership (partnerstwo), policy (polityka, wsparcie legislacyjne), purse strings (źródła finansowania).
Pod nazwą marketing społeczny kryją się dwa terminy: działania marketingowe nastawione na zmianę społecznie szkodliwych zachowań, których głównym celem jest zachęcenie do zmiany zachowań społeczeństwa (promocja zdrowia, prewencja zachowań patologicznych, akcje charytatywne) oraz wspieranie celów społecznych w ramach marketingu komercyjnego, którego głównym celem jest budowanie wizerunku firmy bądź marki poprzez sponsorowanie działalności społecznej.
Przykłady marketingu społecznego:
- „Rzuć palenie razem z nami”[3];

- „Orkiestra Świątecznej Pomocy”[4];

- „Alkohol kradnie wolność”[5].

## Planowanie kampanii społecznych
Budowanie kampanii społecznej powinno obejmować szereg etapów, których realizacja da solidne podstawy skutecznej kreacji. Należą do nich:
- analiza wstępna,
- segmentacja i wybór rynku docelowego,
- badania docelowych odbiorców,
- wybór celów,
- planowanie społecznego marketing-mix,
- formułowanie strategii kreatywnej,
- projektowanie działań komunikacyjnych.